# Skobelewo (obwód Chaskowo)
Skobelewo (bułg. Скобелево) – wieś w południowej Bułgarii, w obwodzie Chaskowo, w gminie Dimitrowgrad.

## Geografia
Wieś leży nad rzeką Marica. We wsi znajduje się dworzec kolejowy, linia przebiega przez Płowdiw-Swilengrad-Sofia.

## Historia
Nazwa miejscowości pochodzi od generała Skobelewa. Istnieje opowieść, która mówi, że generał Skobelew kiedy był we wsi nakazał posadzić dębowy las, aby miał gdzie zostawić konie dla cienia i ich wypasu, dlatego uważa się, że tutejszy las dębowy istnieje dzięki Skobelewowi.